# Finn Olav Gundelach

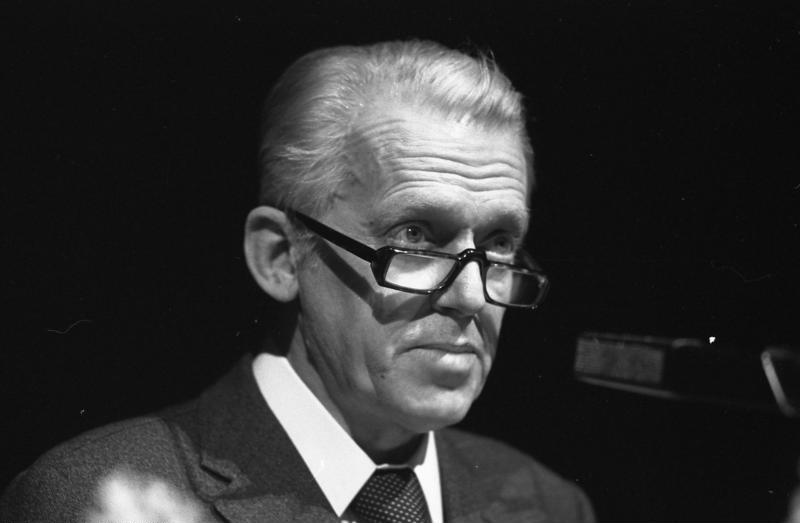
Finn Olav Gundelach bei der Eröffnung der Internationalen Grünen Woche, 1980

Finn Olav Gundelach (* 23. April 1925 in Vejle; † 13. Januar 1981 in Straßburg) war ein dänischer Diplomat und Vizepräsident der EG-Kommission.

## Leben
Gundelach, der Sohn eines Oberlehrers, studierte Wirtschaftswissenschaften in Vejle und Århus und widmete sich schon früh der Hochschulpolitik. Zuletzt war er Vizepräsident des dänischen Studentenverbandes. Nach dem Studium trat er in den auswärtigen Dienst ein. Seit 1955 vertrat er Dänemark bei der UNO in Genf. 1959 wechselte er in die internationalen Zollverhandlungen, wurde Direktor und ab 1962 stellvertretender Exekutivsekretär des GATT. In der Kennedy-Runde konnte er bedeutende Zollsenkungen (rund 35 %) erreichen. Von 1967 war Gundelach Botschafter Dänemarks bei der Europäischen Gemeinschaft und half den Beitritt seines Landes zur EG vorzubereiten.
Er wurde nach dem EU-Beitritt Dänemarks 1973 der erste EG-Kommissar seines Landes. Vom 6. Januar 1973 bis zum 6. Januar 1977 war er für Binnenmarkt und Zollunion in der Kommission Ortoli zuständig und vom 6. Januar 1977 bis zu seinem Tod für Landwirtschaft und Fischerei in den Kommissionen Jenkins und Thorn zuständig. In der Kommission Jenkins war er bis zum 6. Januar 1981 auch Vizepräsident der Europäischen Kommission.
Der zeitlebens parteilose Gundelach starb am 13. Januar 1981 an Herzversagen, eine Woche nach der Arbeitsaufnahme der Kommission Jenkins.
Gundelach heiratete 1953 die Lehrerin Vibeke Rosenvinge, mit der er zwei Kinder hatte.